# 덤 시장

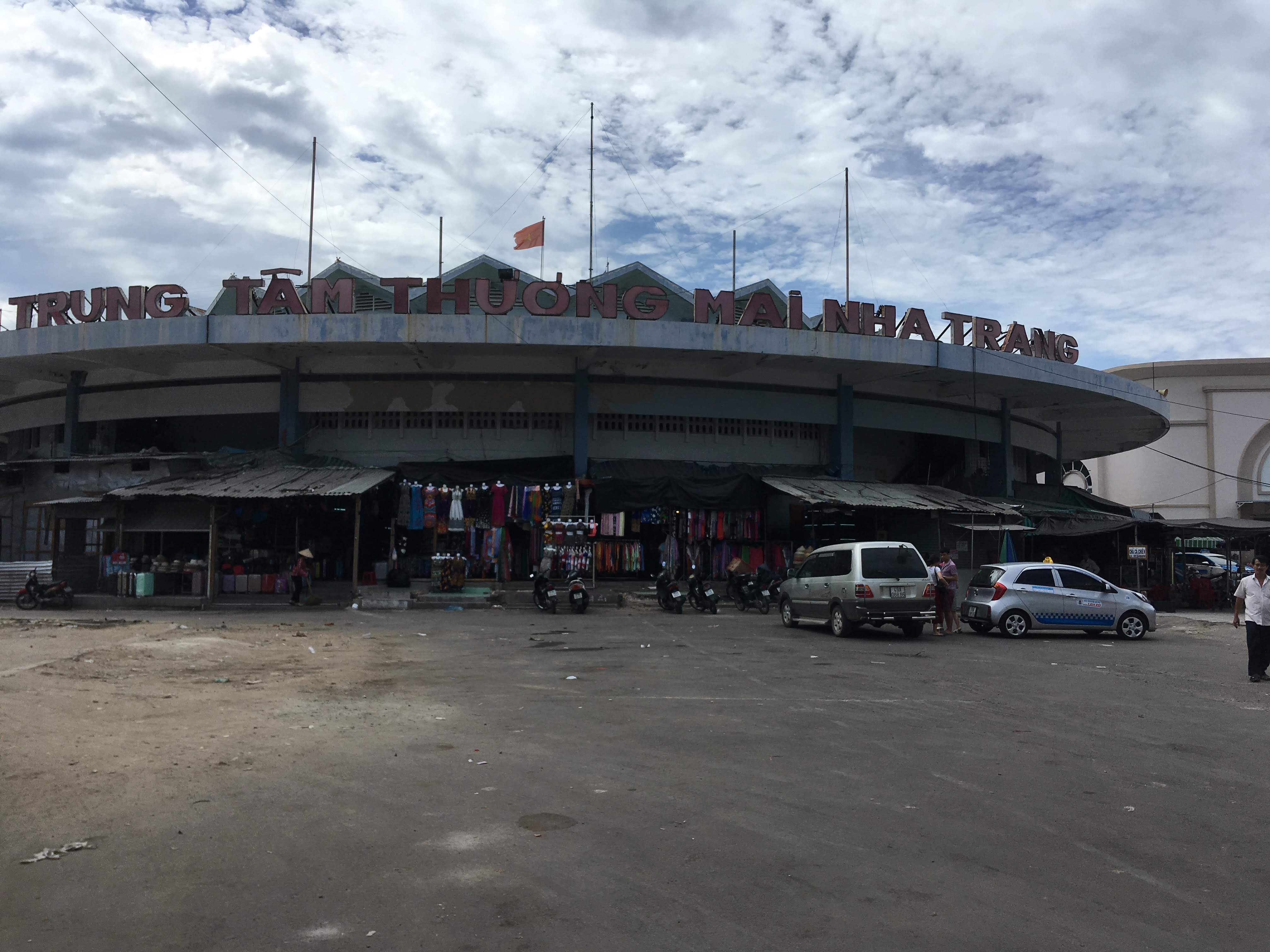
덤시장 정면

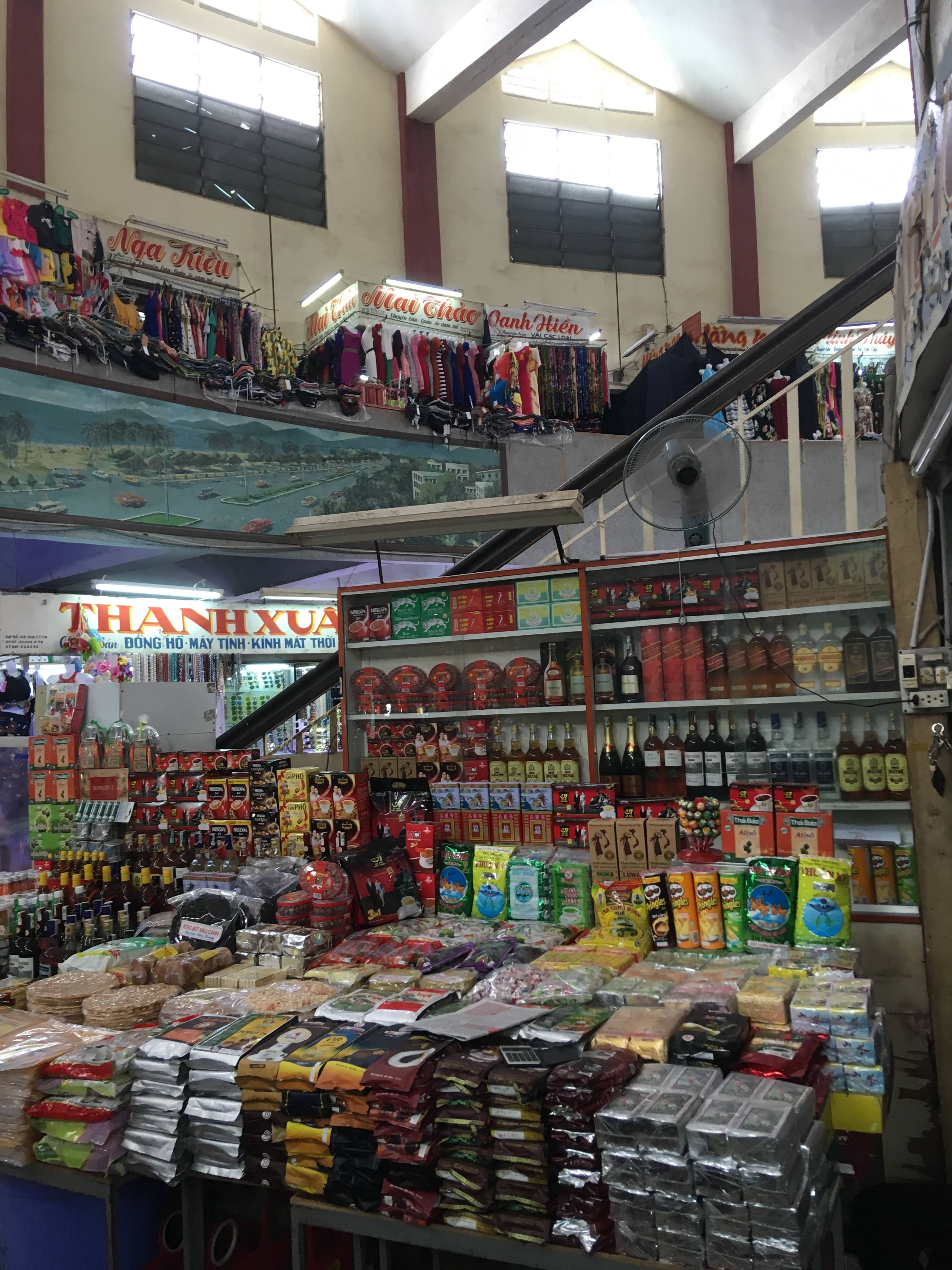
덤시장 내부

덤 시장(Chợ Đầm)은 베트남 카인호아성의 해안 도시 냐짱의 중심 시장이며 아름답고 독특한 건축물이다. 이 해안 도시의 가장 큰 시장이자 상업의 상징이기도 하며, 쇼핑몰이자 관광 명소이다.

## 개요
이 시장은 덤 시장이라고 불리는데, 이는 오래된 7m 너비의 석호에 위치하고 있으며 하라교 기슭에 있는 냐짱강 입구를 연결하기 때문이다. 석호의 너비는 7헥타르가 넘고, 옆에는 사람들의 거주하는 집이 있다. 판보이쩌우 거리에 인접한 석호의 끝에서 1908년경에 지어진 오래된 시장이 있으며, 흔히 덤 시장 또는 끄어 시장(강 하구에만 해당)이라고 불린다.
그러나 인구가 혼잡하면 구 시장은 존재할 수 없으며 서로 옆에 집을 짓는 사람들의 상황이 커져 공해가 발생하며 시장이 혼란스러워진다. 이러한 상황에서 이 시장의 재개발이 시급해졌다. 카인호아 건설 회사는 1961년에 이 시장 영역을 재개발하기 위한 개요 프로젝트를 설정하여 기존 시장을 대체 할 순환 시장을 구축했다.
그러나 사람들이 붐비고, 옆에 집을 짓는 상황이 빈번해지자 오염을 일으키고 시장이 지저분해져서 구시장으로는 한계에 이르게 되었다. 이런 상황에서 이 시장의 재개발이 시급해졌다. 1961년 카인호아 건설은 이 시장 지역을 재개발하기 위한 개략적인 프로젝트를 수립하여 구시장을 대체할 순환 시장을 건설하였다.
건축가 레아인낌(Lê Anh Kim)은 새로운 시장을 스케치했다. 끼엔 장군은 1964년 건축가 레꾸이퐁(Lê Quý Phong)이 제안한 또 다른 프로젝트를 수립하였는데, 이 프로젝트의 주요 부분은 접이식 지붕과 활 모양의 가지를 갖춘 원형 시장을 건설하는 것이었다. 이후 시장 건설의 핵심으로 꼽히는 것은 이 프로젝트다. 두 프로젝트는 모두 시행되지 않았고, 1968년 9월 16일 밤에 큰 화재가 발생해 126채의 집이 불타버렸다. 더 넓은 시장을 새로 재건해야 하는 긴급한 상황이 발생한 것이다. 1969년 12월 4일, 사이공 워터크래프트가 모래를 치우고, 석호를 채우기 시작하면서 이 계획의 첫단계를 시작한 것으로 간주되고 있다. 6개월 후, 그 석호는 35만㎥의 모래 더미로 완전히 채워졌다. 그 다음은 토대 조성, 기초공사 및 공사로, 진흙을 뚫고 내려온 수천 개의 20m 길이의 철근 콘크리트 더미였다.
화재 발생하기 4년 전에 설계한 건축가 레꾸이퐁의 설계를 바탕으로 건축가 호탕(Hồ Thăng), 보딘히엡(Võ Đình Hiệp), 엔지니어 응우옌 쑤언프엉(Nguyễn Xuân Phương)이 개선하여 몇 가지 세부사항을 추가하였다.
이 시장은 지름 66.5m의 연꽃 모양으로 지어졌으며, 바닥은 수건 모양으로 특이하게 되어 있다. 지상과 위층의 면적은 5,270㎡로, 동시에 3,000명 이상의 방문객을 수용할 수 있다. 2층 건물로 1층과 2층은 널찍하게 지어졌다.
1975년 남북 두 정권의 중간 기간에 약탈과 방화가 있었음에 불구하고, 덤 시장은 계속 운영되었지만 아름다움과 질서는 크게 줄어들었다. 카인호아성의 건설 설계, 건설부 연구소의 참여로 원형 주택과 시장의 마스터플랜을 정비하는 계획을 수립, 실행하였다.
시장 개조 후 1980년 2월 3일 다시 문을 연 시장은 베트남 공산당을 결성하고 봄맞이를 기념했다.